# Кабане (Аверон)
Кабане (фр. Cabanès) насеље је и општина у јужној Француској у региону Миди Пирене, у департману Аверон која припада префектури Родез.
По подацима из 2011. године у општини је живело 225 становника, а густина насељености је износила 14,26 становника/km². Општина се простире на површини од 15,78 km². Налази се на средњој надморској висини од 500 метара (максималној 513 m, а минималној 290 m).

## Демографија
| 1962. | 1968. | 1975. | 1982. | 1990. | 1999. | 2011. |
| ----- | ----- | ----- | ----- | ----- | ----- | ----- |
| 279   | 349   | 311   | 291   | 237   | 220   | 225   |

График промене броја становника у току последњих година